# Vent Point
Vent Point är en udde i Antarktis. Den ligger i Sydshetlandsöarna. Argentina, Chile och Storbritannien gör anspråk på området.
Terrängen inåt land är platt åt sydväst, men åt nordost är den kuperad. Havet är nära Vent Point åt sydväst. Trakten är glest befolkad. Närmaste befolkade plats är Escudero Station, 4,2 kilometer väster om Vent Point. 